# Седов, Владимир Константинович
Владимир Константинович Седо́в (1948—2013) — советский и российский театральный режиссёр, заслуженный артист России (1999).

## Биография
В 1970 году окончил театральное училище им. М. С. Щепкина (курс М. И. Царёва). По окончании училища один сезон 1970—1971 гг. проработал актёром Ярославского театра драмы им. Ф. Волкова. С 1973 по 1978 год работал ассистентом режиссёра в Московском театре им. Ленинского комсомола. С 1979 года являлся режиссёром Малого театра. Кроме того ставил спектакли в Таллинском русском драматическом театре (в 1978 и 1989 гг). С 1989 года режиссёр Московского нового драматического театра.
Для режиссёрского почерка Владимира Седова характерны строгий рисунок, точность и глубина психологического анализа. Иногда, при постановке классических произведений, он отказывается от точности в историческо-бытовых деталях в костюмах и декорациях, с целью обострения сюжетных коллизий, обобщения философской проблематики и выделения эмоциональной игры актёров.
Скоропостижно скончался 28 мая 2013 года в г. Москве в своей квартире.

## Постановки

### Малый театр
- 1978 — «Мамуре» Ж. Сармана. Режиссёр-постановщик Б. А. Львов-Анохин[3]
- 1980 — «Женитьба Бальзаминова» А. Н. Островского. Руководитель постановки Б. А. Львов-Анохин[3]
- 1981 — «Фома Гордеев» М. Горького. Режиссёр-постановщик Б. А. Львов-Анохин[4]
- 1982 — «Дикий Ангел» А. Ф. Коломийца — Фёдор[4][5]
- 1983 — «Дети Ванюшина» С. А. Найдёнова совместно с М. И. Царёвым, В. М. Рыжковым[4]
- 1984 — «Накануне» инсценировка романа И. С. Тургенева в 2-х частях[4][6]
- 1987 — «Сон о белых горах» повествование для театра в 2-х частях совместно с В. П. Астафьевым по произведению «Царь-рыба»[4]

### Русский театр Эстонии
- 1978 — «Милый лжец» Дж. Килти[2]
- 1989 — «Бабочки» Альдо Николаи[2]

### Московский новый драматический театр
- 1991 — «Виссон» по «Вечному мужу» Ф. М. Достоевского[2]
- 1993 — «Буду такой, как ты хочешь» Л. Пиранделло[2]
- 1994 — «Пип» по роману Ч. Диккенса «Большие надежды»[2]
- 1997 — «Британик» Ж. Расина[2]
- 1999 — «Лиза и Лаврецкий» по роману И. С. Тургенева «Дворянское гнездо»[2]

### Радиопостановки
- 1986 — Накануне — радиокомпозиция спектакля «Накануне» Государственного Малого театра СССР.